# Bangunjaya (Langkaplancar)
Bangunjaya is een bestuurslaag in het regentschap Ciamis van de provincie West-Java, Indonesië. Bangunjaya telt 4336 inwoners (volkstelling 2010).